# Niederkirchnerstraße
La Niederkirchnerstraße est une rue située dans le quartier de Mitte à Berlin en Allemagne. 

## Situation et accès
Elle part de la Wilhelmstraße vers l'ouest, le long de la limite du quartier de Kreuzberg. 

## Origine du nom
Elle porte le nom de Käthe Niederkirchner (1909–1944), une résistante au nazisme. De 1961 jusqu'à 1989, le mur de Berlin s'élevait sur le côté sud.

## Historique
À l'époque nazie, de 1933 à 1945, elle était tristement célèbre pour être le siège du complexe administratif de la SS, de la Gestapo et du Reichssicherheitshauptamt.
La rue dans le quartier historique de Friedrichstadt fut aménagée dans les années 1870 ; à ce temps une route privée au bord nord du parc derrière le palais du prince Albert de Prusse, frère cadet de l'empereur Guillaume Ier. Située au sud des bâtiments sur la Leipziger Platz, elle mène de la Wilhelmstraße à l'ancien Mur de douane et d'accise de Berlin et fut baptisée, en 1891, sous le nom de « Prinz-Albrecht-Straße » en l'honneur du prince Albert de Prusse (1809-1872) qui y possédait un grand palais.  
De 1892 à 1898, le siège de la Chambre des représentants de Prusse (Preußisches Abgeordnetenhaus) est construit sur le terrain au nord. De nos jours, il abrite la Chambre des députés de Berlin. En face se trouvait le musée ethnologique (détruit pendant la Seconde Guerre mondiale) et le musée des arts décoratifs, aujourd'hui le Martin-Gropius-Bau. Au nord, le long de la Wilhelmstraße, le grand complexe du ministère de l'Aviation du Reich (l'actuel Detlev-Rohwedder-Haus) fut construit à partir de 1935.

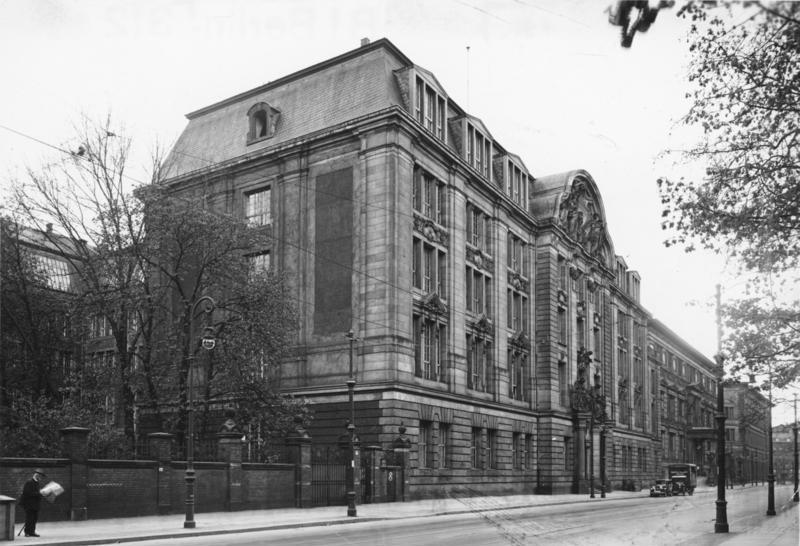
Vue du no 8 de la Prinz-Albrecht-Straße, vers 1933.

En effet, la renommée de la rue vient de l'époque du régime nazi : Après la captation du pouvoir (Machtergreifung), un pâté d'immeubles abritant auparavant l'école industrielle des arts décoratifs (au no 8) fut repris en mai 1933 par la direction de la Gestapo. L'année suivante, Heinrich Himmler, en tant que Reichsführer-SS, reprend le bâtiment voisin (no 9) pour y loger l'administration du bureau principal de la SS et du Sicherheitsdienst dont il s'occupait. En 1939, le Reichssicherheitshauptamt sous la direction de Reinhard Heydrich s'est installé au palais du prince Albert à l'angle de la Wilhelmstraße. Beaucoup de prisonniers politiques furent torturés et exécutés sur ce site, où se trouvaient des geôles pour les prisonniers.
Les bâtiments abritant les quartiers généraux de la Gestapo et des SS furent largement détruits à la fin de la Seconde Guerre mondiale et les ruines rasées dans les années 1950. Aujourd'hui, le musée dit de la Topographie de la terreur se trouve à cet endroit.
En 1951, après la Seconde Guerre mondiale, la rue fut rebaptisée « Niederkirchnerstrasse » en l'honneur de Käthe Niederkirchner, résistante allemande. Elle se situait alors à Berlin-Est. Le mur de Berlin longeait la rue dans sa partie sud, entre 1961 et 1989. Un morceau de mur est gardé en souvenir dans la partie ouest de la rue.
En 1993 l'Union chrétienne-démocrate d'Allemagne (CDU, parti conservateur) demande que la rue soit débaptisée, afin de ne plus honorer une militante communiste, mais recule devant les protestations, et la rue porte toujours le nom de la résistante assassinée

## Bâtiments remarquables et lieux de mémoire

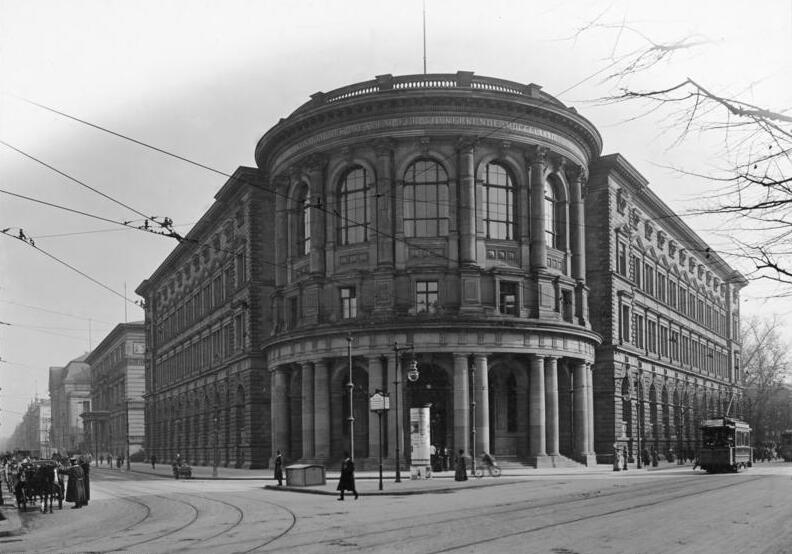
Le musée ethnologique, Prinz-Albrecht-Straße à gauche, vers 1900.
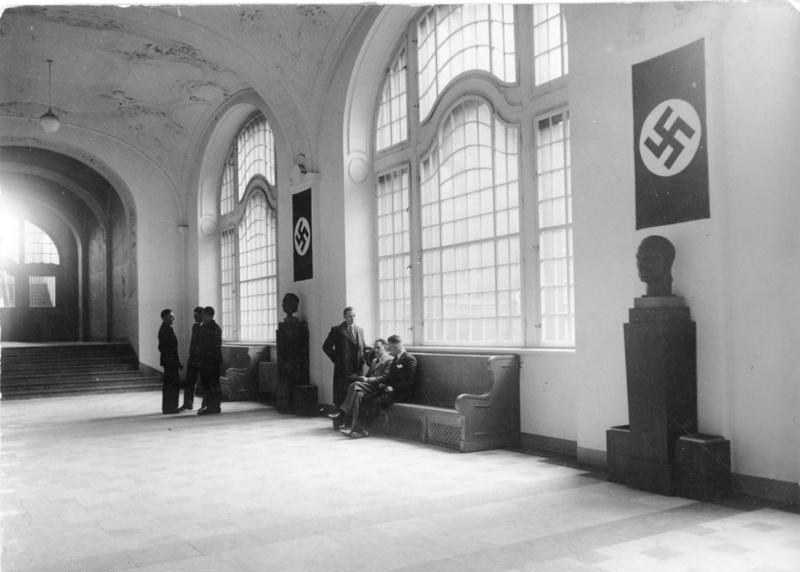
Intérieur de la direction Gestapo du no 8, en 1934.
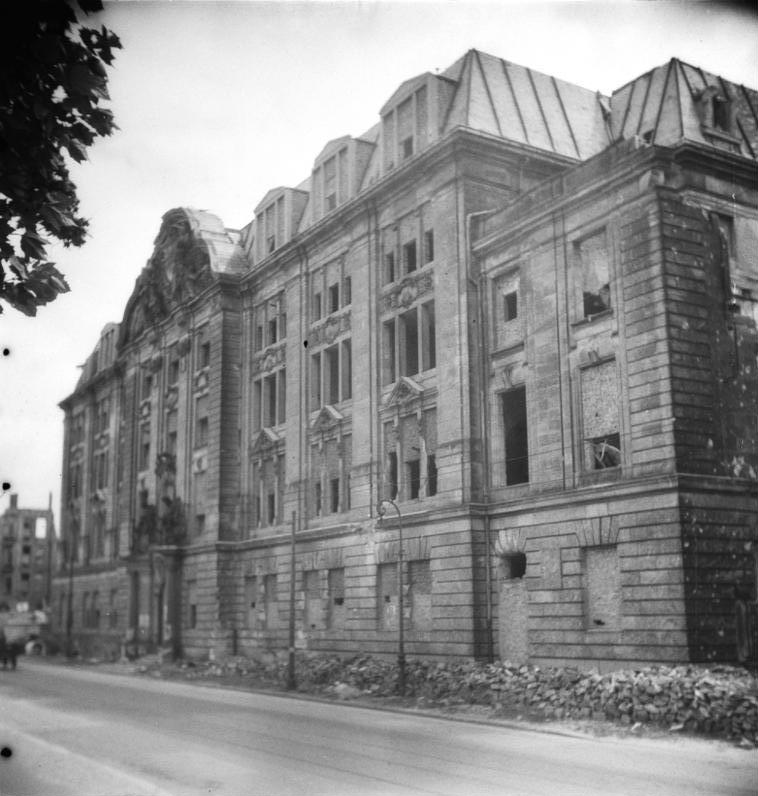
Le bâtiment endommagé, 1949.
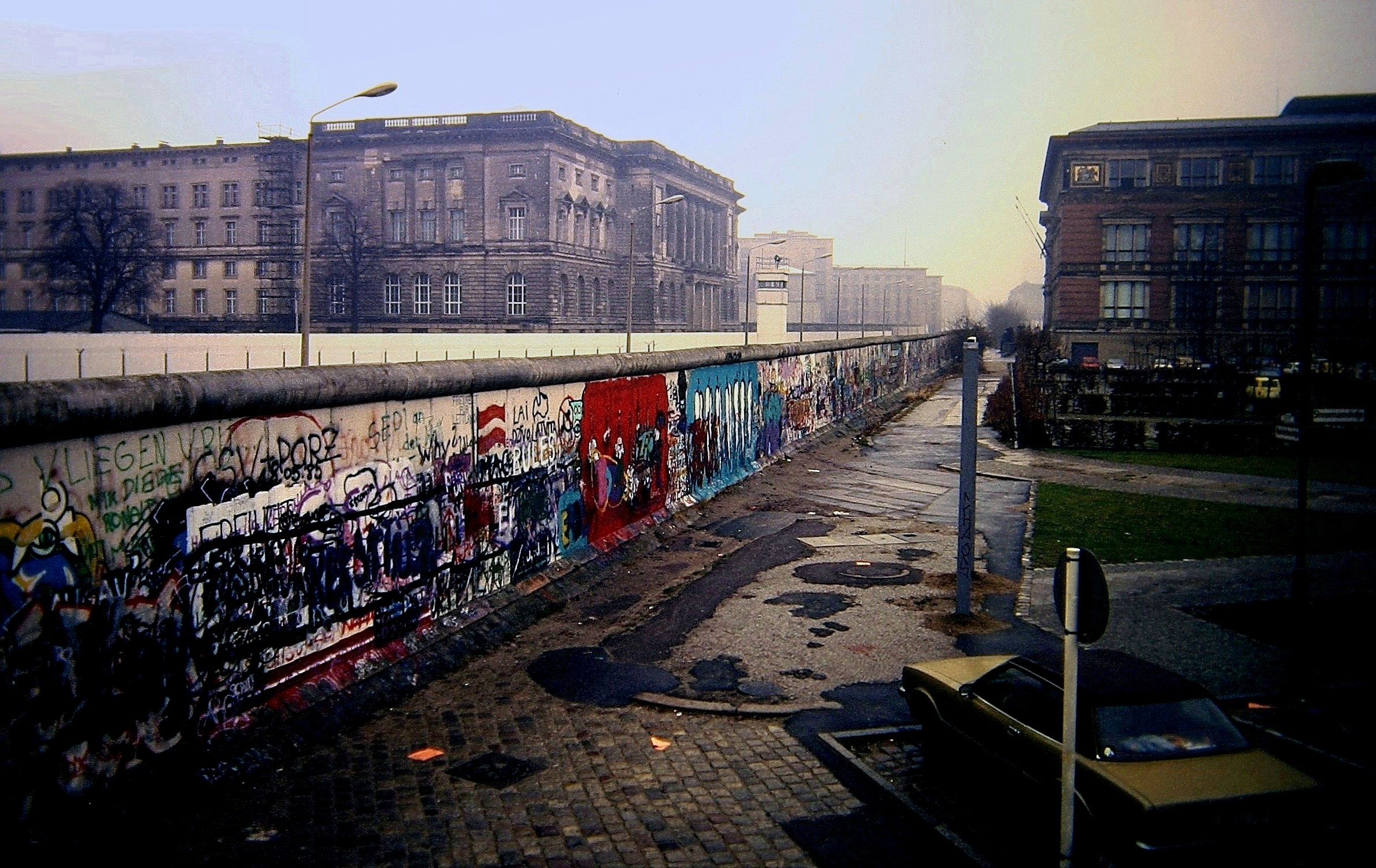
Le mur de Berlin passant entre l'ancienne Chambre des représentants de Prusse et le Martin-Gropius-Bau, 1988.
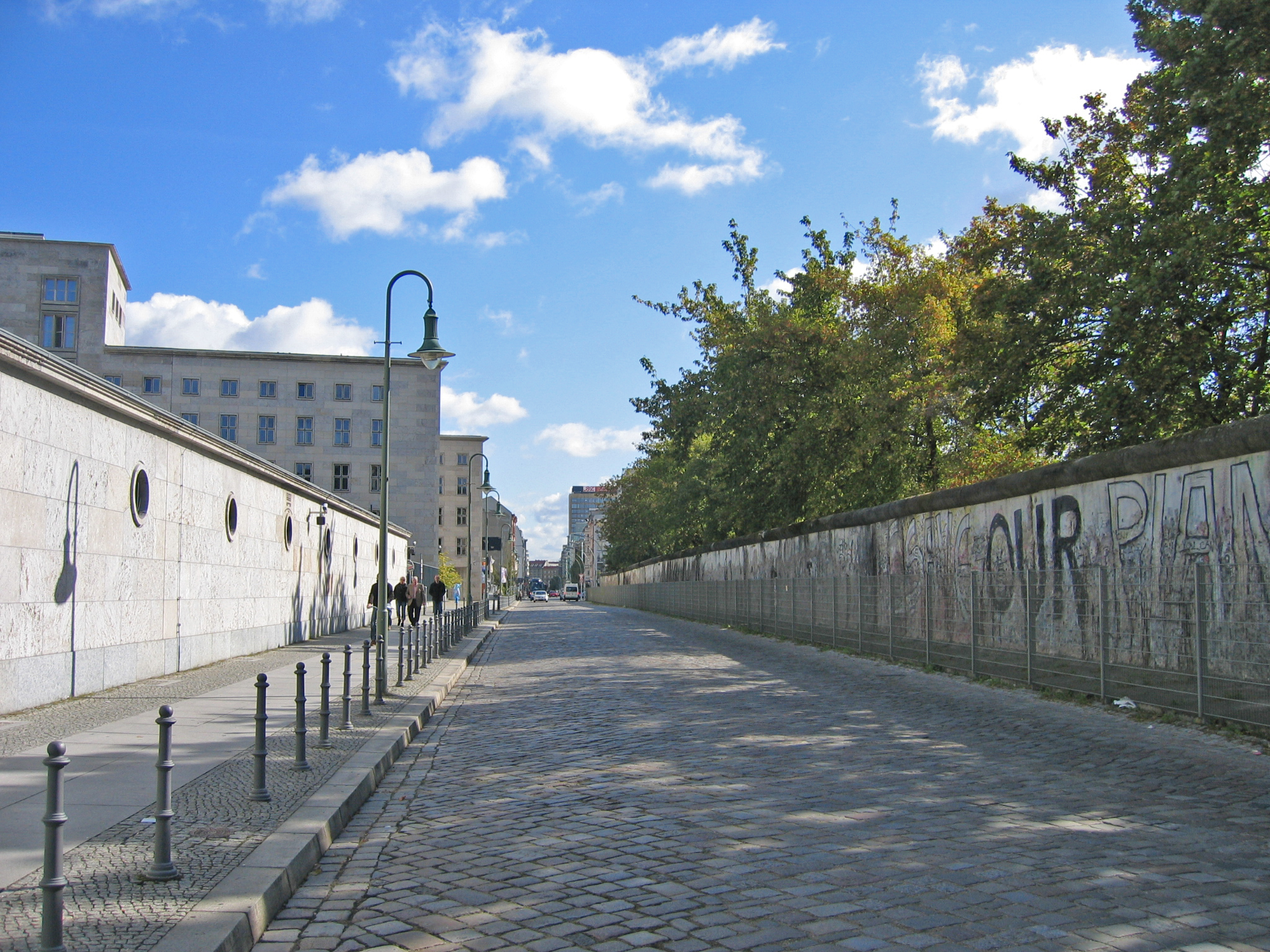
Partie conservée du mur de Berlin longeant la rue, 2007.